# Независими писатели на Македония
Независими писатели на Македония (на македонска литературна норма: Независни писатели на Македонија) е сдружение на писателите от Северна Македония. Формирано е в 1994 година и провежда активна интелектуална и книжовна дейност. Дружеството издава двумесечника „Наше писмо“. В 2004 и 2005 година сдружението успешно провежда литературна работилница „Пишувајќи ја Македонија“, което е уникално културно събитие от този вид в страната.